# Cryptolestes turnbowi
Cryptolestes turnbowi là một loài bọ cánh cứng trong họ Laemophloeidae. Loài này được Thomas miêu tả khoa học năm 2003.